# شبه آپولودوروس
شبه آپولودوروس (یونانی باستان: Βιβλιοθήκη) خلاصه‌ای ازاسطوره‌شناسی یونانی و افسانه‌های قهرمانی است که در سه کتاب تنظیم شده‌اند که معمولاً به قرن اول یا دوم پس از میلاد برمی‌گردند.
به‌طور سنتی تصور می‌شد که نویسنده آپولودور آتنی باشد، اما اکنون آن انتساب نادرست در نظر گرفته می‌شود، در نتیجه "شبه-" به آپولودوروس اضافه شده‌است.